# Боданинский, Али Абдурефиевич
Али́ Абдурефи́евич Бодани́нский (крымскотат. Ali Abdurefi oğlu Bodaninskiy, Али Абдурефи огълу Боданинский; 1866 или 1865, Симферополь — 13 ноября 1920, Мелитополь, Александровская губерния) — крымскотатарский журналист, просветитель, национальный деятель, член и секретарь Курултая в декабре 1917 года, в 1919 управляющий делами СНК Крымской ССР.

## Биография
Несмотря на распространённое заблуждение, Али Боданинский родился не в Бадане (ныне Перово), а в Симферополе в доме своего отца, народного учителя Абдурефи Эсадулла-оглу (Абдрефи Садлаевича) Боданинского на Татарской улице. Фамилия Боданский (первоначально Баданинский) действительно взята от названия родового села.

### Журналистская, литературная и просветительская деятельность
В 1884 году окончил Симферопольский татарскую учительскую школу. Работал конторщиком в редакции газеты «Терджиман» в Бахчисарае под руководством И. Гаспринского. В течение 1886—1890 годов работал учителем татарского народной школы в деревне Ор-Капу (ныне в составе Армянска), затем перевёлся на ту же должность в Бахчисарай. Организовал в городе молодёжный кружок «Янъылыкъ Араштырыджылары» («Приверженцы прогресса»). В кружок также входили Бекир Муртазаев, Сулейман Байбуртлы, Сеит Абдулла Озенбашлы, Амет Нуреддин, Мехметшах Акчурин, Яя Пычакчи молодые пантюркисты, духовные ученики И. Гаспринского и Асана Нури. С 1891 по 1893 год работал конторщиком в имении графа Мордвинова на р. Каче близ Бахчисарая. В 1893 году переехал в Симферополь и занимался литературной деятельностью. Перевёл на крымскотатарский язык «Тараса Бульбу» Н. В. Гоголя. На свои средства создал небольшую библиотеку, где были собраны книги по истории, этнографии и национальному движению на Востоке. В 1909 году, находясь в должности чиновника управления государственных имуществ Таврической губернии, как «хороший знаток быта крымских татар», избирается в члены Таврической учёной архивной комиссии (ТУАК). В 1910 году на заседании ТУАК выступил с рефератом «Пословицы и поговорки крымских татар», изданным в 1914 году в Симферополе под редакцией А. Н. Самойловича и П. А. Фалёва.

### Участие в национальном движении крымских татар

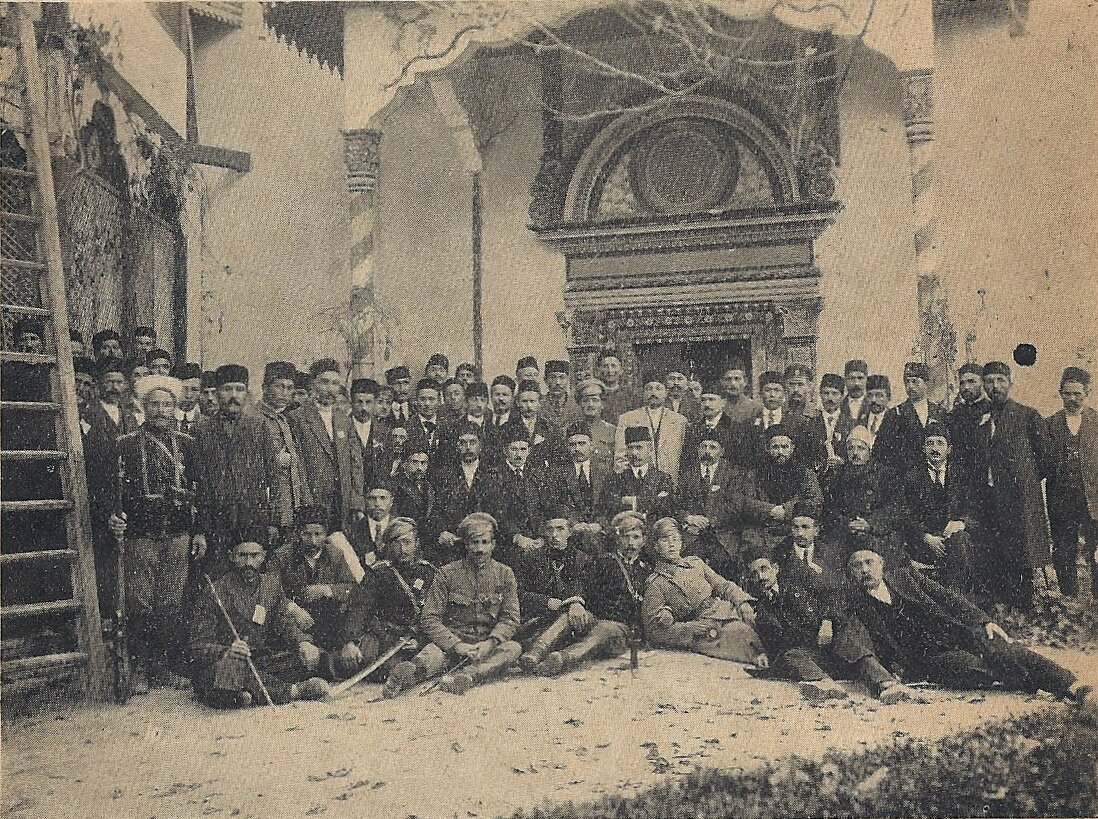
Делегаты Курултая в ханском дворце, 1917

Основывает ряд общественных организаций, а после смерти в 1914 году И. Гаспринского становится одним из фактических лидеров крымскотатарского национального движения. После падения царизма в России в феврале 1917 года, по его инициативе в Крыму 27 февраля создается Мусульманский исполнительный комитет, который взял на себя роль руководства татарского национального движения. Комитет организовал выборы (необходимо отметить, по национально-конфессиональному принципу, другие народы в них не участвовали) по всему Крыму и 25 марта 1917 года прошёл Всекрымский мусульманский съезд, куда съехалось 1500 делегатов.
Сам Али Боданинский становится секретарём Мусульманского исполнительного комитета, а также редактором газеты «Голос татар», первый номер которой на русском языке вышел 22 июля 1917 года как печатный орган Крымского мусульманского исполнительного комитета.
В 1917 году был избран в Икомус (исполнительный комитет Всероссийского мусульманского совета).
Второй Всекрымский съезд представителей мусульман прошел 1 октября (по старому стилю) 1917 года в Симферополе. Крымский мусульманский исполнительный комитет принял решение о созыве Курултая. Осенью 1917 года А. Боданинский вошел в комиссию из пяти членов по подготовке Курултая (национального собрания). Сам он также был избран делегатом, представлял левое направление. 26 ноября 1917 года в Бахчисарае в «Бабу-Диван» в ханском дворце открылся Курултай. Он объявил себя Национальным парламентом 1-го созыва. Боданинский стал Руководителем секретариата президиума Курултая.
Когда 14 января 1918 года был арестован Н. Челебиджихан, Боданинский и его соратники пытались освободить его используя связи с крымскими большевиками. Один из руководителей большевиков Ю. Гавен посетил Челебиджихана в Севастопольской тюрьме, беседовал с ним. Однако в наступившей анархии самосуд матросов 23 февраля 1918 года над флотскими офицерами захватил и муфтия и привёл к его гибели.

### Переход на сторону большевиков
Поскольку оформляющиеся в среде офицерства силы Белого движения, впоследствии ВСЮР, не видели возможности ни для крымскотатарской автономии, ни тем более независимости, левая часть крымскотатарского движения стала склонятся на сторону Советской власти, которая в Декларации прав народов России ноября 1917 за подписями В. Ленина и И. Сталина обещала развитие всех народов бывшей империи. Немецкие оккупационные власти в 1918 году ненадолго арестовали А. Боданинского. Освободившись, он ушёл на нелегальную работу. С осени 1918 года А. Боданинский стал организатором партии мусульман-социалистов, которая впоследствии слилась с ВКП(б). Через год, когда в мае 1919 года Крым опять был занят большевиками, Боданинский и его товарищи выходят из подполья. 6 мая была провозглашена Крымская Советская Социалистическая Республика в составе РСФСР. Создаётся Мусульманское бюро, выходят на крымскотатарском языке газеты «Ени Дюнья» («Новый мир») и «Догру ёл» («Прямой путь»). Крымскотатарский язык стал государственным наряду с русским. Была легализована Милли Фирка, которая заявила о сотрудничестве с Советской властью.
В 1919 году Боданинский стал управляющим делами Совета народных комиссаров Крымской социалистической советской республики. Однако Крымская ССР (председатель СНК Д. И. Ульянов) не продержалась и двух месяцев. После десанта генерала Я. А. Слащёва члены его правительства эвакуировались. Осенью 1919 года деникинской контрразведкой были арестованы Сеит-Джелиль Хаттатов, Абляким Ильми, младший брат Али Усеин Боданинский, Мустафа Бадраклы, Халиль Чапчакчи, Сейдамет Кезлевли и другие. В Крыму Боданинского не было, он эвакуировался с членами СНК, но контрразведчики арестовали его жену Анифе Боданинскую, также члена Курултая, их дом был опечатан, а впоследствии разграблен.

### Гибель
В результате наступления 11 ноября 1920 года Южного фронта под командованием М .В. Фрунзе и штурма Перекопа войска Врангеля начали эвакуацию из Крыма. Вслед за армией в Крым для создания органов власти направлялась группа под руководством Ю. Гавена в составе Али Боданинского, Достмамбета Аджи, Вели Ибраимова, Кереметчи. Она временно находилась в тылу, в Мелитополе. На заседании, проходившем там 13 ноября 1920 года, Ю. Гавен сообщил, что после его доклада в СНК о кадровом положении в Крыму, председатель Совнаркома В. И. Ленин рекомендовал выдвинуть на высокий пост Али Боданинского, как человека с большим революционным опытом. Заседание закончилось поздней ночью. Али Боданинский и Достмамбет Аджи ушли в свою комнату. Утром они были найдены в своих кроватях с простреленными головами. Следствие не дало результатов. В издании Истпарта «Революция в Крыму» так описывалась гибель Али Боданинского: 

В 1920 г. при налёте Слащёва на Мелитополь Боданинский, несмотря на свои 57 лет и плохое зрение, вышел на фронт и был зарублен слащёвской кавалерией вместе с известным в Евпатории татарским коммунистом Кайсерлы-Досман-Бет.
Эту же версию приводит Усеин Боданинский:

В 1920 году, будучи членом Крымского Советского Правительства в Мелитополе, во время наступления добровольцев пошёл с оружием в руках на фронт и погиб в рядах Красной Армии в борьбе за власть советов. По словам очевидцев — некоторых товарищей, Али Баданинский вместе с красноармейской частью был окружён белыми казаками и зарублен недалеко от Мелитополя.

## Семья и потомки[3]
Отец — Абдурефи (Абдрефи) Садлаевич Боданинский (1810—1881), крымскотатарский просветитель, преподаватель Симферопольского народного татарского училища, выпускник татарского училищного отделения при Симферопольской мужской гимназии. Автор «Русско-татарского букваря для чтения в первоначальных народных школах Таврической губернии» (изд. Одесса, 1873).
Брат — Усеин Боданинский (1877—1938), историк, художник, искусствовед, этнограф, первый директор Бахчисарайского дворца-музея, репрессирован.
Жена — Анифе Боданинская, делегат Всекрымского мусульманского съезда, член Мусульманского женского комитета. Была депортирована вместе с семьёй дочери Саиде в посёлок Чинабад Андижанской области. Умерла в возрасте 65 лет в 1955 году в городе Янгиюле.
Дети:
- Сулейман — в детстве скончался от болезни.
- Ибраим (1909 — декабрь 1941) — в возрасте 32 лет на фронтах Великой Отечественной войне пропал без вести под Донбассом[17].
- Саиде[тат.] (1911 — 12 апреля 2013) скончалась в Москве в возрасте 100 лет и 8 месяцев. Была супругой известного крымскотатарского поэта Эшрефа Шемьи-заде[16].
- Зоре (род. 25 февраля 1916), младшая дочь, вместе с дочерью и внуками проживает в Ташкенте[16].

Внук — Айдын Шемьи-заде (1933—2020), доктор физико-математических наук, профессор.